# 1784 Benguella
1784 Benguella eller 1935 MG är en asteroid i huvudbältet som upptäcktes 30 juni 1935 av den sydafrikanske astronomen Cyril V. Jackson i Johannesburg. Den har fått sitt namn efter Benguela, en stad i västra Angola.
Asteroiden har en diameter på ungefär 10 kilometer.